# Metropolitano de Toronto
O Metropolitano de Toronto é o sistema metroviário administrado pelo Toronto Transit Commission,  constituído por quatro linhas em operação. O metrô é um dos meios de transporte mais utilizados pelos habitantes da cidade de Toronto, constituindo o pilar central do sistema de transporte público da cidade.

## História

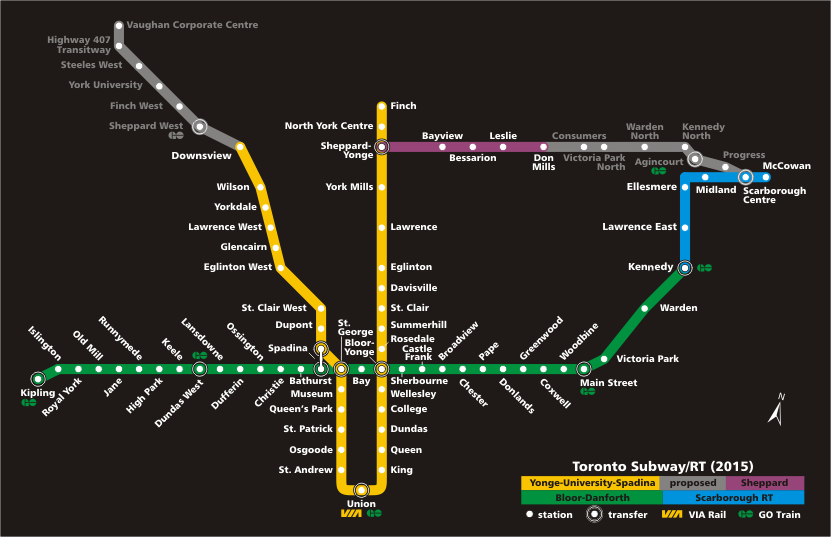
Mapa do atual sistema de metrô de Toronto. A rota em cinza é a planejada expansão da linha University-Spadina em direção ao norte.

A primeira linha foi aberta ao público em 1954, e o sistema continua em expansão. No início de 2018 o Metropolitano de Toronto contava com 78,6 km  de linha em funcionamento, sendo 60,6 km no subsolo, 8 km elevado e 10 km no nível do solo. Mais de 216 milhões de viagens foram concluídas no sistema neste mesmo ano, com 1,58 milhão de passageiros transportados todos os dias da semana, é o sistema de trânsito rápido mais movimentado do Canadá em termos de número de passageiros.
| Data                    | Evento |
| ----------------------- | --- |
| 30 de março de 1954     | A linha 1 foi inaugurada entre as estações Eglinton e Union com o nome de ″Metrô Yonge″; esta foi a primeira linha de metrô do Canadá.            |
| 28 de fevereiro de 1963 | A primeira extensão da Linha 1 foi aberta entre as estações Union e St. George.                                                                   |
| 25 de fevereiro de 1966 | A Bloor-Danforth Linha 2, foi inaugurada entre as estações Keele e Woodbine.                                                                      |
| 10 de maio de 1968      | Duas extensões para a Linha 2 foram abertas: uma extensão entre as estações Keele e Islington e uma extensão entre as estações Woodbine e Warden. |
| 30 de março de 1973     | A linha 1 foi estendida da estação Eglinton até a estação York Mills.                                                                             |
| 29 de março de 1974     | A linha 1 foi estendida da estação York Mils para a estação Finch.                                                                                |
| 27 de janeiro de 1978   | A linha 1 foi estendida da estação St. George à estação Wilson.                                                                                   |
| 21 de novembro de 1980  | Duas extensões da Linha 2 foram abertas: uma extensão entre as estações Islington e Kipling e uma extensão entre as estações Warden e Kennedy.    |
| 22 de março de 1985     | A Scarborough linha 3, foi aberta entre as estações Kennedy e McCowan.                                                                            |
| 18 de junho de 1987     | A estação North York Center foi inaugurada na linha 1; A estação foi construída entre as estações Finch e Sheppard-Yonge.                         |
| 31 de março de 1996     | A linha 1 foi estendida da estação Wilson para a estação Sheppard West.                                                                           |
| 22 de noviembre de 2002 | Sheppard linha 4, iniciou as operações entre as estações Sheppard - Yonge e Don Mills.                                                            |
| 17 de dezembro de 2017  | A extensão noroeste da Linha 1 entre Toronto e York foi aberta entre as estações Sheppard West e Vaughan Metropolitan Centre.                     |

## Linhas

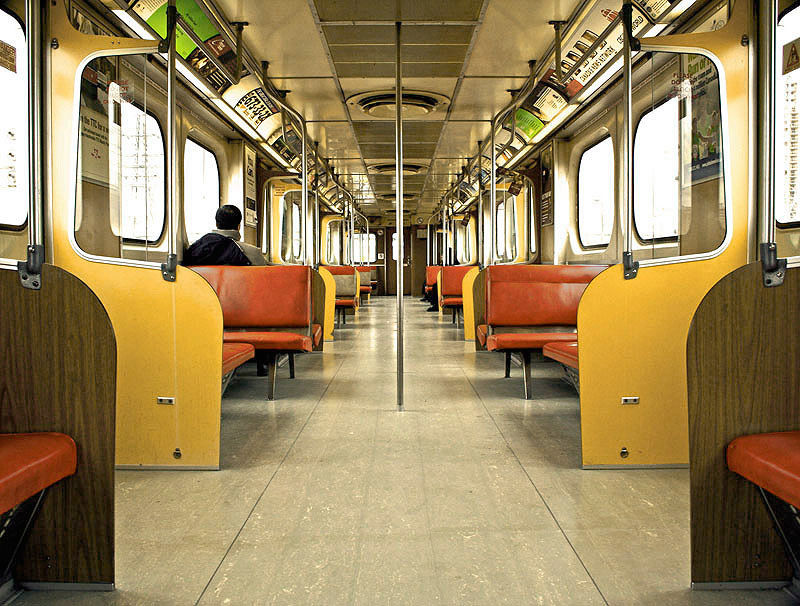
Interior de um vagão do metrô de Toronto.

A TTC (Toronto Transit Commission) gerencia o sistema de metrô que é composto por quatro linhas:
- Yonge-University Linha 1, aberta em 1954, a linha de metrô tem a forma de U, vai de norte a sul da cidade,  ao longo principalmente da Yonge Street, University Avenue e Allen Road. Estações terminais Vaughan Metropolitan Centre - Finch, 39,6 km, 38 estações.[1]
- Bloor-Danforth Linha 2, estabelecida em 1966, construída nas direções leste-oeste, ao longo da Bloor Street e Danforth Avenue. Estações terminais Kipling - Kennedy, 27,5 km, 31 estações, linha leste-oeste paralela ao Lago Ontário.[1]
- Scarborough Linha 3, inaugurada em 1985. Estações terminais Kennedy - McCowan, 6,4 km, 6 estações, metrô de pequeno porte sem motoristas, parcialmente elevado e parcialmente inclinado (próximo às estações Ellesmere e Lawrence East), a ser substituído por uma extensão de metrô.[1]
- Linha 4 Sheppard, na direção leste-oeste, aberta em 2002, ao longo da Sheppard Avenue. Estações terminais Sheppard/Yonge - Don Mills, 5.5 km, 5 estações.[1]

## Linhas em construção
Em janeiro de 2021, estavam em construção duas novas linhas;
- Linha 5 Eglinton (também conhecida como Eglinton Crosstown), posicionada na direção leste-oeste passando pela Eglinton Avenue. Terá 19 quilômetros, 25 estações e previsão de conclusão em 2022.[6]
- Linha 6 Finch West (também conhecida como Finch West LRT): passará pela Finch Avenue. Terá 11 quilômetros, 18 estações e sua inauguração está prevista para 2023.[7]